# Haplodrassus taepaikensis
Haplodrassus taepaikensis är en spindelart som beskrevs av Paik 1992. Haplodrassus taepaikensis ingår i släktet Haplodrassus och familjen plattbuksspindlar. Inga underarter finns listade i Catalogue of Life.